# توماس ريد (عسكري)
السير توماس ريد (1782 - 1849) هو عسكري بريطاني عاصر فترة الحروب النابليونية.
قضى جزءا من حياته في تونس واستطاع خلال رحلاته جمع مجموعة من المخطوطات والآثار وجلها وصلت إلى خزانة المتحف البريطاني.